# Ardenneki csata
Az ardenneki csata az első világháború egyik ütközete volt, amely 1914 augusztusában zajlott az Ardennekben. A támadás része volt a határ menti csatáknak.

## Háttér
Az alapvető francia háborús stratégiai terv - XVII. terv - szerint az ardenneki csata biztosította Elzász-Lotaringia visszafoglalását északról, melyet a franciák az 1870 és 1871 közt dúló porosz–francia háborúban vesztettek el. A terv szerint a front ezen részén nem kellett jelentősebb ellenállásra számítani, azonban a lotaringiai csata után azt már a francia hadvezetésnek is el kellett ismernie, hogy jelentős német erők várhatók. A délebbi csapatok visszavonulása után, augusztus 20-án este másnapi kezdéssel Joseph Joffre, a francia főparancsnok, elrendelte az ardenneki offenzívát a III. és IV. hadsereg részvételével. Támadási sávjuk 25 mérföld (40 km) szélesen húzodott, s nagyjából 8 mérföld (13 km) mélységű erdőségen kellett áthaladniuk. Azonban a IV. és V. német hadsereg valójában kiegyenlített erőt képviselt a vele szemben álló francia seregekhez képest. A francia lovas felderítés nem jelentette a németek csapatmozgását, viszont a németek repülőikkel folyamatosan figyelték a franciákat, így készen várták a francia rohamokat.

## Ütközet
Az ütközetben mindkét oldalról két hadsereg vett részt: a francia III. (Pierre Ruffey) és IV. (Fernand de Langle de Cary) hadsereg és a német IV. (Albrecht württembergi herceg) és V. (Vilmos német trónörökös) hadsereg. A németek kezdték meg az előrenyomulást az Ardennek erdőségeiben, hogy védelmi állásokat építsenek ki. Vilmos trónörökös Briey közelében, míg Albrecht herceg Neufchâteaunál állította fel csapatait. A francia előrenyomulás célja egyszerű volt: a németek központi állásainak támadása, hogy utat nyissanak az Ardennekben.
Augusztus 21-én került sor az első összecsapásokra. A német gépfegyverek és a francia nehéztüzérség halomra lőtte a rohamozókat. A németek kezdtek taktikai fölénybe kerülni. A német katonák mind támadó, mind védelmi kiképzést is kaptak, míg a franciák csak támadásra voltak specializálva. Augusztus 23-án már nyilvánvaló volt, hogy a francia csapatok nem bírják tartani a heves ellentámadást. Augusztus 25-én azonban a német nyomás teljesen megtörte a franciákat. A francia csapatok visszavonultak a határ mögé és Sedanra és Verdunre támaszkodva szilárd védelmet kezdtek kialakítani. A határ menti csaták közt mindkét félnek itt voltak a legnagyobb veszteségeik.

## Következmény
A rendezetlen és váratlan visszavonulás miatt a németek kezére került több fontos vaslelőhely. A francia vezetés a vereséget a stratégia rossz felépítésével és a rossz körülményekkel indolkolta.

## Fordítás
- Ez a szócikk részben vagy egészben  a   Battle of the Ardennes című angol Wikipédia-szócikk ezen változatának fordításán alapul.  Az eredeti cikk szerkesztőit annak laptörténete sorolja fel. Ez a jelzés csupán a megfogalmazás eredetét és a szerzői jogokat jelzi, nem szolgál a cikkben szereplő információk forrásmegjelöléseként.